# 파스콸레 치코냐

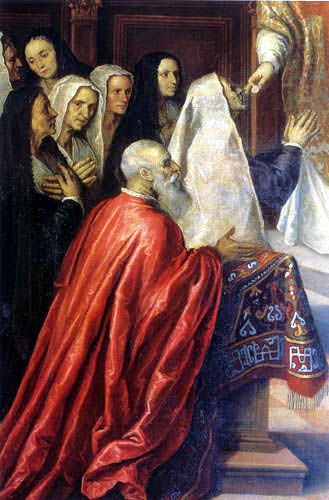
크로치페리 예배당에서 미사를 하는 파스콸레 치코냐를 보여주는 팔마 일 조바네의 그림.

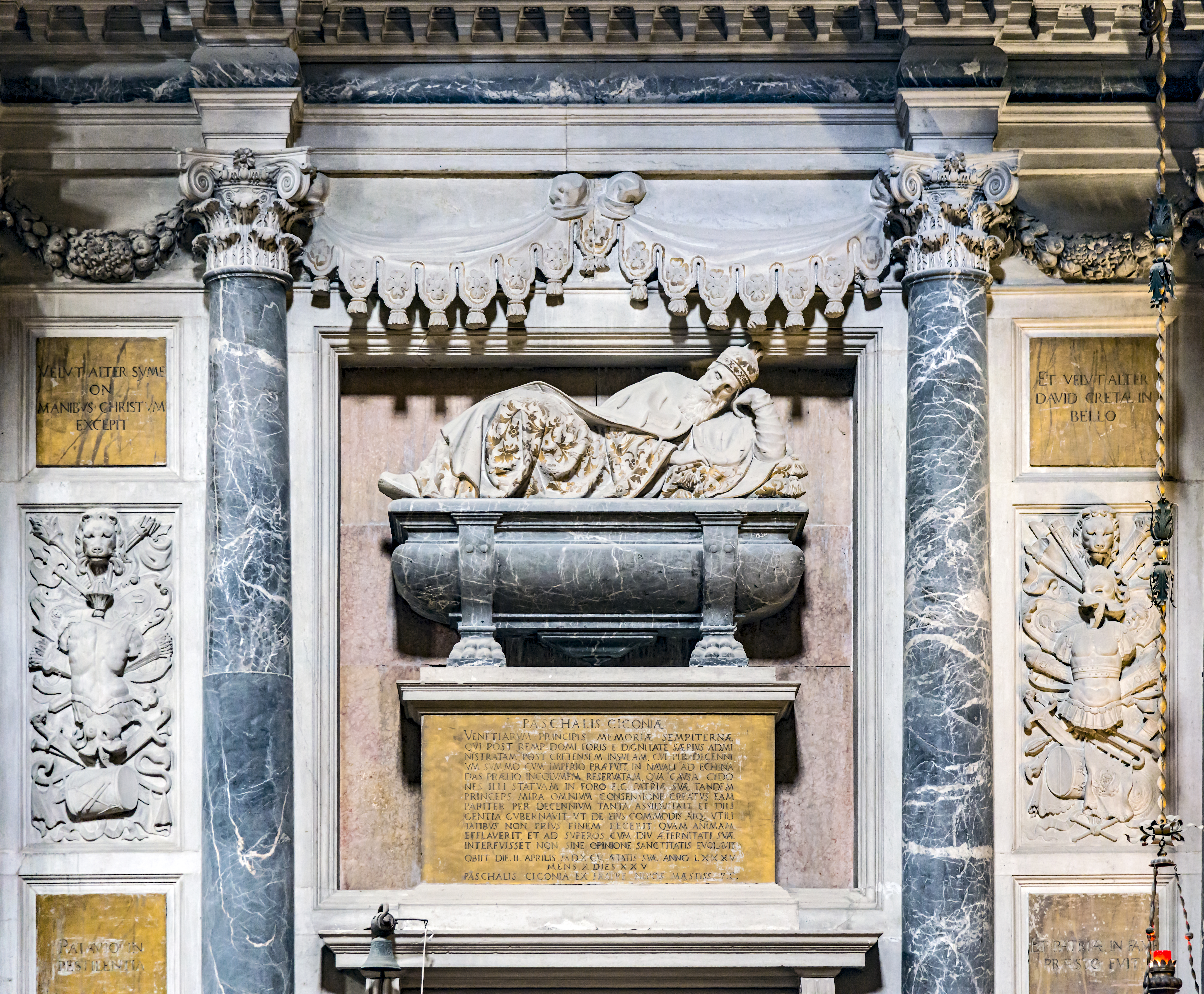
그의 무덤.

파스콸레 치코냐(Pasquale Cicogna)는 1585년부터 1595년까지의 베네치아 공화국의 도제이다. 그는 나바라의 앙리의 프랑스 왕위 계승을 지지했고, 교황 식스토 5세에게 앙리를 가톨릭으로 계종시키는 대가로 앙리를 지지하도록 설득하였다.
그는 그의 도제 즉위식 동안 대중들에게 금으로 된 두캇이 아니라 은화를 뿌리며 전통을 깼다. 이 동전들은 치코니니(cicognini)로 알려지게 되었다. 도제 재임 기간 그가 매우 외교적이고 어려운 문제들을 잘 해결하였기에 그의 인기는 계속 올라갔다.
그의 큰 성공 중 하나는 베네치아의 중요 랜드마크이자 카날 그란데를 지나는 유일한 다리인 리알토 다리를, 1588년에서 1591년 사이 목제에서 석제로 바꾼 것이였다. 미켈란젤로 같은 유명한 이들이 다리 디자인을 제출했지만, 파스콸레는 보다 덜 유명한 안토니오 다 폰테와 그의 조카 안토니오 콘틴(Antonio Contin)를 리알토 다리 재건에 택했다. 1595년 파스콸레 치코냐가 독감으로 사망한 후, 다리에 도제에 대한 기념비가 새겨졌다. 그의 도제부인은 라우라 모로치니(Laura Morozini)이다.